# Venom (singolo)
Venom è un singolo del rapper statunitense Eminem, pubblicato il 21 settembre 2018 come secondo estratto dal decimo album in studio Kamikaze.

## Descrizione
Traccia conclusiva dell'album, il brano è stato composto appositamente per la colonna sonora dell'omonimo film, del quale rappresenta il tema principale.

## Tracce
Testi e musiche di Marshall Mathers e Luis Resto.
1. Venom (Music from the Motion Picture) – 4:29

## Formazione
- Eminem – voce, produzione esecutiva, produzione, missaggio
- Dr. Dre – produzione esecutiva
- Luis Resto – tastiera, produzione aggiuntiva
- Mike Strange – registrazione, missaggio
- Joe Strange – registrazione
- Tony Campana – registrazione
- Brian "Big Bass" Gardner – mastering